# 陸軍戦闘訓練センター
座標: 北緯52度26分36秒 東経11度32分10秒 / 北緯52.443333度 東経11.536111度
陸軍戦闘訓練センター（りくぐんせんとうくんれんセンター、ドイツ語：Gefechtsübungszentrum Heer、略称：GefÜbZH）は、ドイツ連邦陸軍陸軍局隷下の機関（センター）の一つ。ドイツ陸軍が整備した交戦訓練施設でザクセン＝アンハルト州レッツリンゲンにあるコルヴィッツ＝レッツリンガー・ハイデの大部分を占めるアルトマルク部隊演習場内所在している。

## 任務
センターでは運用条件と管理計画に基づき数日間に渡る連続状況下での戦闘訓練を指導する。ここでは、教訓が収集され管理および行動原理、指揮構造、資機材、指揮統制と戦闘システムの更なる発展のために利用される。この目的のために陸軍局と戦闘訓練センターは一丸となって活動する。また、センターでは事前展開訓練も実施する。

## 設備と装備
演習場内にはアフガニスタンやコソボにある市街地を再現した模擬市街地プラッテンハウゼンが建設され、シュトーレンシュタットやザルシャウの他、もう一つの模擬市街地が2016年までに域内に建設される計画があり、さらに長さ1,700メートルの草地状の滑走路も有している。
訓練に参加する兵士は交戦シミュレータ訓練機器（AGDUS）を装着する。これにより戦闘シミュレーションは旅団長から末端の兵士まで一斉同時に識別できる。位置、運動、火器の効率や無線発信位置はコンピューター制御室で記録される。特に管理隊員は演習場内全域を監視し、これにより演習場内の特定地区に模擬的実戦闘状況を現示することを可能としている。この目的のために記録された映像などは演習後に映写場にて再生される。

## 歴史
初め、この地域は樹木が密生しており当初は皇帝や貴族たちの狩猟場として使われていた。
軍の演習場として開発されるのは第三帝国統治時代の1934年から始まる。1936年に部隊演習場設置を目的に同地にあったパクスフォルデ（Paxförde）、ザルシャウ（Salchau）、シュヌーガーズブルク（Schnöggersburg）、ハイデ（Heide）の村々が立ち退かされた。第三帝国時代では砲兵試験場として利用され戦車砲や鹵獲兵器の試射を実施される。最大の砲は80cm列車砲ドーラが試験され、射距離30キロメートルで試射した。いわゆる「A広場」では西部要塞群で使われる「シャルンホルスト要塞」の模擬施設が試験のために建設された。
第二次世界大戦後はソビエト連邦軍が地域を引き継いで1994年まで演習場として利用した。東ドイツと良好な戦力的関係に基づいてソ連軍部隊によって使用され更に開発される。この間、森林の約80％が伐採された。ロシア主導の下で赤軍武器弾薬場が設置される。
演習場は1994年にロシア軍からドイツ連邦軍に移管された。演習場の使用権は2007年8月22日に正式に終了する。センターの建設は1995年から始まり、1999年にレッツリンゲン兵営が完成し、2007年9月4日にアルトマルク兵営に改称される。2000年以降、連邦軍の交戦訓練が実施される。ここでは大隊規模までの模擬的交戦訓練環境が構築されている。部隊演習場は年250日使用され、こんにちでは世界でもっとも先進的な交戦訓練施設の一つとして知られる。部隊演習場に隣接している自由ハンザ都市ガルデレーゲンは駐屯都市としての機能を持つ。

## 各国の交戦訓練施設
- アメリカ合衆国陸軍
  - 統合対応訓練センター（Joint Readiness Training Center）
  - フォート・アーウィン国立訓練センター（en:Fort Irwin National Training Center）
- イギリス陸軍
  - ソールズベリー平原訓練区域（英語版）（Army Training Estate Salisbury Plain（SPTA））
  - イギリス陸軍サフィールド訓練部隊（en:British Army Training Unit Suffield）
- イスラエル、戦術訓練センター（MATBAT-B、TTC）
- 大韓民国陸軍、大韓民国陸軍科学化戦闘訓練団
- 陸上自衛隊、部隊訓練評価隊